# Canberk Aydın
Canberk Aydın (* 16. März 1994 in Samsun) ist ein türkischer Fußballspieler.

## Karriere

### Verein
Aydın spielte von 2012 bis 2017 für Samsunspor. Sein Profidebüt in der zweiten Liga gab er am 25. August 2012 gegen Tavşanlı Linyitspor.
Zur Saison 2017/18 wechselte er zum Erstligisten Kayserispor, konnte sich jedoch, unter anderem wegen Verletzungen, nicht durchsetzen. Er wurde für die Rückrunde der Saison an Denizlispor ausgeliehen.

### Nationalmannschaft
Aydın lief im Jahr 2012 dreimal für die türkische U-19-Nationalmannschaft auf.

## Erfolge
Mit Gençlerbirliği Ankara
- Vizemeister der TFF 1. Lig und Aufstieg in die Süper Lig: 2018/19